# 防衛事務次官
防衛事務次官（ぼうえいじむじかん、英語: Administrative Vice-Minister of Defense）とは、特別職国家公務員における官職及び役職の一つであり、自衛隊員に含まれる。ただし、同じ自衛隊員（自衛隊構成員）でも、いわゆる「制服組」（武官）の自衛官には含まれない。防衛省（旧：防衛庁）の事務方のトップ。国家行政組織法にもとづき、1人が置かれる。保安庁時代は保安庁次長、防衛庁になった後もしばらくは防衛庁次長であった。
防衛事務次官は警察庁・大蔵省（現：財務省）・防衛庁（現：防衛省）出身官僚が就任していた。1954年（昭和29年）の防衛庁発足以来、防衛庁（現：防衛省）出身官僚が就任したのは1988年（昭和63年）に西広整輝が就任したのが最初である。ちなみに、1983年（昭和58年）に次官就任した特別調達庁出身の夏目晴雄を”プロパー1号”とする意見もあるが、防衛庁（現在の防衛省）と特別調達庁（後の防衛施設庁）はその成り立ちが異なる組織である。

## 歴代防衛事務次官
| 代                                   | 氏名               | 在任期間                                                    | 前職                                      | 出身校                                    | 出身                                      | 後職                                                                    |
| 警察予備隊本部次長                   | 警察予備隊本部次長 | 警察予備隊本部次長                                          | 警察予備隊本部次長                        | 警察予備隊本部次長                        | 警察予備隊本部次長                        | 警察予備隊本部次長                                                      |
| ------------------------------------ | ------------------ | ----------------------------------------------------------- | ----------------------------------------- | ----------------------------------------- | ----------------------------------------- | ----------------------------------------------------------------------- |
| -                                    | 江口見登留         | 1950(昭和25)年08月14日 - 1952(昭和27)年07月31日（改）       | 労働次官（8月1日まで）                    | 京都帝国大学法学部                        | 内務省                                    | 日本原子力研究所理事・国民政治協会会長                                  |
| 保安庁次長                           |                    |                                                             |                                           |                                           |                                           |                                                                         |
| -                                    | 増原惠吉           | 1952(昭和27)年08月01日 - 1954(昭和29)年06月30日（改）       | 警察予備隊本部長官 （認証官）             | 東京帝国大学法学部                        | 内務省                                    | 参議院議員・防衛庁長官                                                  |
| 防衛庁次長                           |                    |                                                             |                                           |                                           |                                           |                                                                         |
| 01                                   | 増原惠吉           | 1954(昭和29)年07月01日(1) - 1957(昭和32)年06月03日（願）    | 保安庁次長                                | 東京帝国大学法学部                        | 内務省                                    | 参議院議員・防衛庁長官                                                  |
| -                                    | 門叶宗雄           | ※1957(昭和32)年06月03日 - 1957(昭和32)年06月15日            | 防衛庁長官官房長として 防衛庁次長事務代理 | 防衛庁長官官房長として 防衛庁次長事務代理 | 防衛庁長官官房長として 防衛庁次長事務代理 | 防衛庁長官官房長として 防衛庁次長事務代理                               |
| 02                                   | 今井久             | 1957(昭和32)年06月15日 - 1957(昭和32)年07月31日（改）       | 調達庁長官                                | 東京帝国大学法学部                        | 内務省                                    | 国家公安委員                                                            |
| 防衛事務次官（防衛庁[総理府の外局]） |                    |                                                             |                                           |                                           |                                           |                                                                         |
| 01                                   | 今井久             | 1957(昭和32)年08月01日(1) - 1960(昭和35)年12月27日（願）    | 防衛庁次長                                | 東京帝国大学法学部                        | 内務省                                    | 国家公安委員                                                            |
| 02                                   | 門叶宗雄           | 1960(昭和35)年12月27日 - 1963(昭和38)年08月02日（退）       | 防衛庁長官官房長                          | 東京帝国大学法学部                        | 内務省                                    | 高速道路交流推進財団理事長                                              |
| 03                                   | 加藤陽三           | 1963(昭和38)年08月02日 - 1964(昭和39)年11月17日（退）       | 防衛庁長官官房長                          | 東京帝国大学法学部                        | 内務省・警察庁                            | 衆議院議員                                                              |
| 04                                   | 三輪良雄           | 1964(昭和39)年11月17日 - 1967(昭和42)年12月05日（退）       | 防衛庁長官官房長                          | 東京帝国大学法学部                        | 内務省・警察庁                            | 綜合警備保障顧問・弁護士                                                |
| 05                                   | 小幡久男           | 1967(昭和42)年12月05日 - 1970(昭和45)年11月20日（退）       | 防衛施設庁長官                            | 東京帝国大学法学部                        | 内務省・警察庁                            | 防衛施設周辺整備協会会長                                                |
| 06                                   | 内海倫             | 1970(昭和45)年11月20日 - 1972(昭和47)年05月23日（退）       | 防衛庁人事教育局長                        | 東京帝国大学法学部                        | 内務省・警察庁                            | 人事院総裁                                                              |
| 07                                   | 島田豊             | 1972(昭和47)年05月23日 - 1974(昭和49)年06月07日（退）       | 防衛施設庁長官                            | 東京帝国大学法学部                        | 内務省・警察庁                            | 防衛弘済会会長                                                          |
| 08                                   | 田代一正           | 1974(昭和49)年06月07日 - 1975(昭和50)年07月15日（退）       | 防衛施設庁長官                            | 東京帝国大学経済学部                      | 大蔵省                                    | 日本銀行理事・平和相互銀行会長                                          |
| 09                                   | 久保卓也           | 1975(昭和50)年07月15日 - 1976(昭和51)年07月16日（退）       | 防衛施設庁長官                            | 東京帝国大学法学部                        | 内務省・警察庁                            | 国防会議事務局長                                                        |
| 10                                   | 丸山昂             | 1976(昭和51)年07月16日 - 1978(昭和53)年11月01日（退）       | 防衛庁防衛局長                            | 東京帝国大学法学部                        | 内務省・警察庁                            | JAF副会長・全国自衛隊父兄会会長                                         |
| 11                                   | 亘理彰             | 1978(昭和53)年11月01日 - 1980(昭和55)年06月06日（退）       | 防衛施設庁長官                            | 東京帝国大学法学部                        | 大蔵省                                    | 石油公団副総裁・日本不動産研究所理事長                                  |
| 12                                   | 原徹               | 1980(昭和55)年06月06日 - 1982(昭和57)年07月09日（退）       | 防衛庁防衛局長                            | 東京帝国大学法学部                        | 大蔵省                                    | 中小公庫副総裁・ 日本ハウジングローン会長                               |
| 13                                   | 吉野實             | 1982(昭和57)年07月09日 - 1983(昭和58)年06月29日（退）       | 防衛施設庁長官                            | 東京帝国大学法学部                        | 大蔵省                                    | 航空貨物通関情報処理センター理事長                                      |
| 14                                   | 夏目晴雄           | 1983(昭和58)年06月29日 - 1985(昭和60)年06月25日（退）       | 防衛庁防衛局長                            | 東北大学法学部                            | 特別調達庁                                | 防衛大学校校長・財団法人防衛弘済会会長                                  |
| 15                                   | 矢崎新二           | 1985(昭和60)年06月25日 - 1987(昭和62)年06月23日（退）       | 防衛庁防衛局長                            | 東京大学法学部                            | 大蔵省                                    | 石油公団副総裁・会計検査院院長・ 日本銀行監事                           |
| 16                                   | 宍倉宗夫           | 1987(昭和62)年06月23日 - 1988(昭和63)年06月14日（退）       | 防衛施設庁長官                            | 東京大学法学部                            | 大蔵省                                    | 住都公団副総裁・北海道東北開発公庫総裁                                  |
| 17                                   | 西廣整輝           | 1988(昭和63)年06月14日 - 1990(平成02)年07月02日（退）       | 防衛庁防衛局長                            | 東京大学文学部                            | 防衛庁                                    | 1995(平成7)年12月4日死去                                                |
| 18                                   | 依田智治           | 1990(平成02)年07月02日 - 1991(平成03)年10月18日（退）       | 内閣官房内閣安全保障室長                  | 東京大学法学部                            | 警察庁                                    | 参議院議員・全国自衛隊父兄会会長                                        |
| 19                                   | 日吉章             | 1991(平成03)年10月18日 - 1993(平成05)年06月25日（退）       | 防衛庁長官官房長                          | 東京大学法学部                            | 大蔵省                                    | 生命保険協会副会長・全国防衛協会連合会理事長                            |
| 20                                   | 畠山蕃             | 1993(平成05)年06月25日 - 1995(平成07)年04月21日（退）       | 防衛庁防衛局長                            | 東京大学法学部                            | 大蔵省                                    | 1995(平成7)年6月1日死去                                                 |
| 21                                   | 村田直昭           | 1995(平成07)年04月21日 - 1997(平成09)年07月01日（退）       | 防衛庁防衛局長                            | 東京大学経済学部                          | 防衛庁                                    | 防衛庁顧問                                                              |
| 22                                   | 秋山昌廣           | 1997(平成09)年07月01日 - 1998(平成10)年11月20日（退）       | 防衛庁防衛局長                            | 東京大学法学部                            | 大蔵省                                    | 海洋政策研究財団会長                                                    |
| 23                                   | 江間清二           | 1998(平成10)年11月20日 - 2000(平成12)年01月18日（退）       | 内閣官房 内閣安全保障・危機管理室長       | 中央大学法学部                            | 防衛庁                                    | みずほ銀行顧問                                                          |
| 24                                   | 佐藤謙             | 2000(平成12)年01月18日 - 2001(平成13)年01月05日（改）       | 防衛庁防衛局長                            | 東京大学法学部                            | 大蔵省                                    | 都市公団副総裁                                                          |
| 防衛事務次官（防衛庁[内閣府の外局]） |                    |                                                             |                                           |                                           |                                           |                                                                         |
| 24                                   | 佐藤謙             | 2001(平成13)年01月06日(2) - 2002(平成14)年01月18日（退）    | 防衛事務次官                              | 東京大学法学部                            | 大蔵省                                    | 都市公団副総裁                                                          |
| 25                                   | 伊藤康成           | 2002(平成14)年01月18日 - 2003(平成15)年08月01日（退）       | 防衛施設庁長官                            | 早稲田大学第一法学部                      | 防衛庁                                    | 三井住友海上火災保険顧問                                                |
| 26                                   | 守屋武昌           | 2003(平成15)年08月01日 - 2007(平成19)年01月08日（改）       | 防衛庁防衛局長                            | 東北大学法学部                            | 防衛庁                                    |                                                                         |
| 防衛事務次官（防衛省）               |                    |                                                             |                                           |                                           |                                           |                                                                         |
| 26                                   | 守屋武昌           | 2007(平成19)年01月09日(3) - 2007(平成19)年08月31日（了）(4) | 防衛事務次官                              | 東北大学法学部                            | 防衛庁                                    | 山田洋行事件で逮捕・起訴                                                |
| 27                                   | 増田好平           | 2007(平成19)年09月01日 - 2009(平成21)年08月25日（退）       | 防衛省人事教育局長                        | 東京大学法学部                            | 防衛庁                                    | 宇宙利用を推進する会理事長 渥美坂井法律事務所・外国法共同事業客員弁護士 |
| 28                                   | 中江公人           | 2009(平成21)年08月25日 - 2012(平成24)年01月10日（退）       | 防衛省大臣官房長                          | 京都大学法学部                            | 大蔵省                                    | 労働金庫連合会理事長                                                    |
| 29                                   | 金沢博範           | 2012(平成24)年01月10日 - 2013(平成25)年04月01日（退）       | 防衛省大臣官房長                          | 東京大学法学部                            | 防衛庁                                    | みずほ銀行顧問                                                          |
| 30                                   | 西正典             | 2013(平成25)年04月01日 - 2015(平成27)年10月01日（退）       | 防衛省防衛政策局長                        | 東京大学法学部                            | 防衛庁                                    | 防衛大臣政策参与・日本生命保険顧問                                      |
| 31                                   | 黒江哲郎           | 2015(平成27)年10月01日 - 2017(平成29)年07月28日（退）       | 防衛省防衛政策局長                        | 東京大学法学部                            | 防衛庁                                    | 国家安全保障局国家安全保障参与・三井住友海上火災保険顧問                |
| 32                                   | 豊田硬             | 2017(平成29)年07月28日 - 2018(平成30)年08月03日（退）       | 防衛省大臣官房長                          | 東京大学法学部                            | 防衛庁                                    | 防衛省顧問                                                              |
| 33                                   | 髙橋憲一           | 2018(平成30)年08月03日 - 2020(令和02)年08月05日（退）       | 防衛省大臣官房長                          | 早稲田大学法学部                          | 防衛庁                                    | 内閣官房副長官補（事態対処・危機管理担当）                              |
| 34                                   | 島田和久           | 2020(令和02)年08月05日 - 2022(令和04)年07月01日（退）       | 防衛省大臣官房長                          | 慶應義塾大学法学部                        | 防衛庁                                    | 防衛大臣政策参与・内閣官房参与                                          |
| 35                                   | 鈴木敦夫           | 2022(令和04)年07月01日 - 2023(令和05)年07月14日（退）       | 防衛装備庁長官                            | 早稲田大学政治経済学部                    | 防衛庁                                    | 内閣官房副長官補（事態対処・危機管理担当）                              |
| 36                                   | 増田和夫           | 2023(令和05年)07月14日 - 2025(令和07年)08月01日（退）       | 防衛政策局長                              | 慶應義塾大学法学部                        | 防衛庁                                    |                                                                         |
| 37                                   | 大和太郎           | 2025(令和07年)08月01日 -                                    | 防衛政策局長                              | 慶應義塾大学法学部                        | 防衛庁                                    |                                                                         |

- (1)…組織改編により改めて辞令が発出された。
- (2)…他の省庁と異なり中央省庁再編時に防衛庁設置法の改廃はなかったため、地位はそのまま継続した。
- (3)…組織改編の際の改正法令附則の規定により従前の地位が継続された（新規発令なし）。
- (4)…前に発せられた勤務延長の切上げ短縮（期間満了）により退任。